# Astape denticollis
Astape denticollis es una especie de mantis de la familia Thespidae. Es el único miembro del género monotípico Astape.

## Distribución geográfica
Se encuentra en la Isla Hainan, India, Laos y Java.